# Capela de Santo António (São João da Madeira)
A Capela de Santo António é um monumento religioso localizado no Largo de Santo António em São João da Madeira.
No mesmo local havia uma capela que datava de 1680 e que veio a ser demolida em 1934. A actual capela foi inaugurada a 13 de Outubro de 1935 e é da autoria do arquitecto João Queiroz.
Esta capela tem a particularidade de no seu interior estar gravado os nomes daqueles que contribuiram para a sua construção, sendo um dos nomes mais notaveis o do Conde Dias Garcia.